# کمیزال (نیومکزیکو)
کمیزال (به انگلیسی: Chamizal) یک منطقهٔ مسکونی در ایالات متحده آمریکا است که در نیومکزیکو واقع شده‌است. کمیزال ۱۰۱ نفر جمعیت دارد و ۱٬۴۲۱٫۹۱ متر بالاتر از سطح دریا واقع شده‌است.